# 박성광
박성광(朴聖光, 1981년 8월 15일 ~ )은 대한민국의 희극인이자 가수 겸 영화 감독이다. 2012년 박성광 김치 브랜드를 론칭하며 김치 회사 대표로서 사업가로도 활동중이며 2011년 영화 《욕》을 통해 영화 감독으로 데뷔했다.

## 학력
- 서울미성초등학교 (졸업)
- 성보중학교 (졸업)
- 신림고등학교 (졸업)
- 동아방송예술대학교 방송기술과
- 동아방송예술대학교 영화예술학과 (학사)

## 출연작

### 방송
- 《개그콘서트》 (KBS2)
  - 〈봉숭아 학당〉 마교수, 혼남, 삐뚤이 역
  - 〈나를 술 푸게 하는 세상〉 술 주정하는 아저씨 역
  - 〈박 대 박〉 형사 역, 진행자 역
  - 〈박 대 박 Ⅱ〉
  - 〈부러워서 그려〉
  - 〈성공시대〉실패한 사람 역
  - 〈집중토론〉
  - 〈워워워〉희망이 역
  - 〈우리 성광이가 달라졌어요〉[2]김민경의 남자친구 역
  - 〈상상형제〉거지동생 역
  - 〈발레리NO〉성광스키 역
  - 〈이기적인 특허소〉박건희회장 역
  - 〈용감한 녀석들〉 (일본 가수 댄스☆맨의 패러디)
  - 〈BB채널〉
  - 〈송이병 뭐하냐〉
  - 〈쉽게 설명해줄게〉
  - 〈영길아〉
  - 〈할리우드 액션〉
  - 〈대학로 블루스〉
  - 〈그려 안 그려〉
  - 〈친한친구〉
  - 〈미필적 고의〉배달부 역
  - 〈시청률의 제왕〉대표 역
  - 〈귀막힌 경찰서〉형사 역
  - 〈멘탈 甲〉멘갑형님 역
  - 〈나 혼자 남자다〉신입사원 역
  - 〈크레이지 러브〉사장 역
  - 〈스톡홀름 신드롬〉
  - 〈유.전.자 (유행어를 전파하는 자)〉
  - 〈미래에서 온 남자〉진행자 역
  - 〈챗플릭스〉
- 《가족오락관》 (KBS1) 1175회, 1221회 게스트
- 《제26회 KBS 창작동요대회》 (KBS2)
- 《개그사냥》
- 《웃음충전소》
  - 〈계층공감 OLD&형님〉
- 《청춘불패》 (KBS2)
- 《위기탈출 넘버원》 (KBS2)
- 《재밌는 TV 롤러코스터》 (tvN)
- 《그는 당신에게 반하지 않았다》 (KBS2)
- 《패밀리》 (KBS2)
- 《온게임넷 스페셜 - 방탈출3 리얼캠프》 (온게임넷)
- 《청춘불패 2》 (KBS2)
- 《어럽쇼》 (QTV)
- 《리얼 스포츠 투혼》 (KBS2)
- 《시청률의 제왕》(KBS W)
- 《왕좌의 게임》 (KBS2)
- 《돌직구 랭킹쇼 폭풍전야》 (KBS N 스포츠)
- 《코미디 청백전 사이다》 (MBN)
- 《김제동의 톡투유 - 걱정 말아요! 그대》 (JTBC)
- 《복면가왕》 참가자(필이 충만 피리소년) (MBC)
- 《황금어장 라디오스타》 (MBC)“오! 나의 능력자들!"편
- 《밤도깨비》 (JTBC) 고정 출연
- 《식량일기 닭볶음탕 편》 (tvN) 고정 출연
- 《생방송 행복드림 로또 6/45》게스트 844회
- 《전지적 참견 시점》 (MBC) 고정 출연
- 《호구의 연애》 (MBC) 출연
- 《일자리 천국 굿잡》(KBS)
- 《두시탈출 컬투쇼》(SBS)
- 《위플레이 시즌2》(NQQ) 게스트
- 《개승자》(KBS2) 고정 출연
- 《시골경찰 리턴즈》(MBC 에브리원) 2탄 10회부터 12회까지 출연

### 연극
- 2009년 《시크릿》

### 드라마
- 2011년 《포세이돈》 김대성 역
- 2011년 《하이킥! 짧은 다리의 역습》
- 2016년 《질풍기획》 용봉탕 부장 역
- 2016년 《운빨로맨스》
- 2016년 《낭만닥터 김사부》

### 광고
- 나랑드사이다 동아오츠카 2012
- 아이나비 블랙박스 2012
- 002, 유플러스 LTE LG유플러스 2012
- 해태제과 젤루조아 2012
- 삼성생명 2012

### 영화
- 2011년 영화 《욕》 ... 감독
- 2012년 영화 《범죄와의 전쟁: 나쁜놈들 전성시대》 ... 돌잡이 진행자 역
- 2012년 영화 《빌리와 용감한 녀석들》 ... 빌리 목소리 역
- 2013년 영화 《빌리와 용감한 녀석들 2》 ... 토토 목소리 역
- 2017년 영화 《슬프지 않아서 슬픈》 ... 감독
- 2019년 영화 《구스 베이비》 ... 칼 목소리 역
- 2020년 영화 《기기괴괴 성형수》 ... 마마보이 역
- 2023년 영화 《웅남이》 ... 감독

### 방송  출연
- 2011년 6월 9일 YTN《뉴스N이슈 - 이슈앤피플》

### 음반
| 종류        | 음반 정보                                                                                             | 트랙 리스트                          |
| ----------- | --- | ------------------------------------ |
| 디지털 싱글 | 《용감한 녀석들》 - 발매일 : 2012년 3월 26일 - 레이블 : 위닝인사이트                                  | - 1. 기다려 그리고 준비해            |
| 디지털 싱글 | 《용감한 녀석들》 - 발매일 : 2012년 5월 14일 - 레이블 : 위닝인사이트                                  | - 1. I 돈 Care                       |
| 디지털 싱글 | 《용감한 녀석들 summer single》 - 발매일 : 2012년 7월 23일 - 레이블 : 위닝인사이트                    | - 1. 봄 여름 여름 여름               |
| 디지털 싱글 | 《두 번째 스무 살》 - 발매일 : 2019년 10월 24일 - 레이블 : ㈜샌드박스네트워크 - 소속그룹 : 마흔파이브 | - 1. 스물마흔살 - 2. 스물마흔살 (MR) |

## 유행어

### 《개그콘서트》
| “ | 1등만 기억하는 더러운 세상 | ” |
|   | — (나를 술 푸게 하는 세상) |   |

| “ | 스마트폰은 난역시 아닌 걘역시~ | ” |
|   | — (이기적인 특허소)            |   |

| “ | 길들여지지 마라. 길들여라. 폰? 태블릿? 걘역시공책~! | ” |
|   | — (이기적인 특허소)                                 |   |

| “ | 제발 좀 생각생각생각 좀 하고말해~! | ” |
|   | — (이기적인 특허소)                |   |

| “ | 아하~! 아하~!     | ” |
|   | — (용감한 녀석들) |   |

| “ | 태호! 너의 용감함을 보!여!줘! | ” |
|   | — (용감한 녀석들)             |   |

| “ | 내가 바로 시청률의 제왕! 누구? 박 대표야!!! | ” |
|   | — (시청률의 제왕)                           |   |

| “ | 넣어, 넣어, 넣어... | ” |
|   | — (시청률의 제왕)   |   |

| “ | 기빨려!           | ” |
|   | — (나혼자 남자다) |   |

| “ | ○○이에요! 꼬마아가씨! | ” |
|   | — (크레이지 러브)     |   |

| “ | 소름끼친다        | ” |
|   | — (귀막힌 경찰서) |   |

| “ | 그놈의 최형사 최형사 최형사!!! | ” |
|   | — (귀막힌 경찰서)              |   |

| “ | 오키오키 오키나와 | ” |
|   | — (유전자)        |   |

| “ | 미안미안 미얀마 | ” |
|   | — (유전자)      |   |

| “ | 바이바이 두바이야 | ” |
|   | — (유전자)        |   |

| “ | 여러분 안녕! 난 혼자 사는 대세, 혼자 사는 남자 혼남이야~!, 아무말도 안해~!!, 나 삐뚤이~!!!, 인사 하라고 하면 안하지!, 하지 말라고 하면 하지! 여러분들 안녕하세요~!, 너도 먹지마? 그럼 난 먹지! | ” |
|   | — (봉숭아학당) |   |

## 수상
- 2003년 Nate 개그페스티벌 1위
- 2004년 코엑스 개그페스티벌 3위
- 2008년 KBS 연예대상 코미디부문 남자 신인상
- 2011년 제5회 Mnet 20's Choice 핫개그종결자상
- 2012년 KBS 연예대상 코미디부문 최우수코너상
- 2017년  제1회 미추홀 필름 페스티벌 연출상
- 2018년 제2회 한중국제영화제 신인감독상
- 2018년 제3회 동아닷컴‘s PICK 베스트 커플상
- 2018년 제26회 대한민국 문화연예대상 예능 부문 최우수상[3]
- 2018년 MBC 방송연예대상 베스트 커플상
- 2018년 MBC 방송연예대상 버라이어티부분 남자 우수상
- 2018년 제11회 서울 세계 단편 영화제 심사위원 특별상[4]
- 2019년 KBS 연예대상 최우수 아이디어상
- 2020년 SBS 연예대상 베스트 팀워크상 (with 이솔이) (동상이몽 2 - 너는 내 운명)